# Tratado de Brest-Litovski

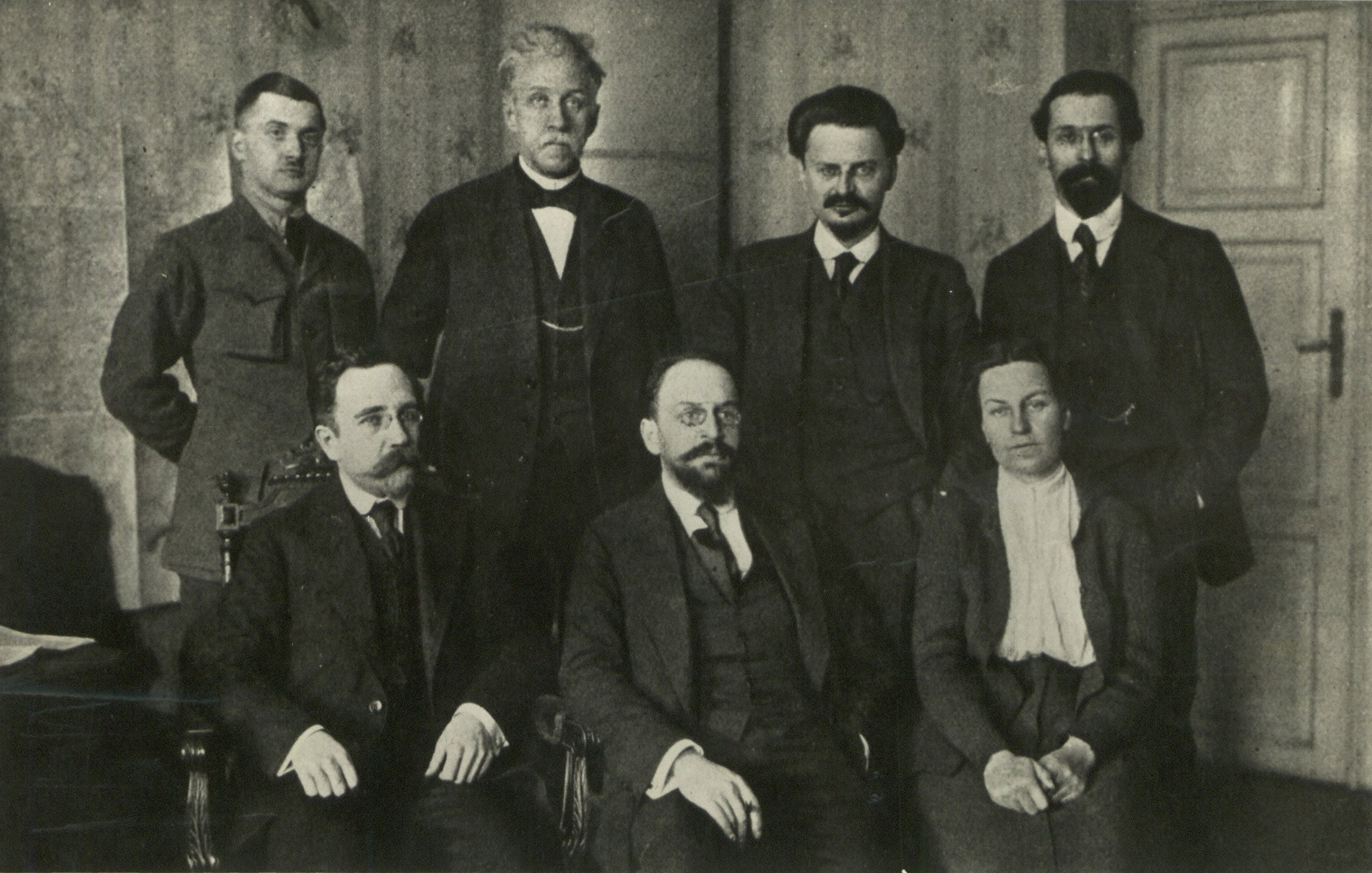
Delegação bolchevique, em Brest-Litovsk. Sentados, desde a esquerda: Lev V. Kamenev, Adolff.A.Ioffe, Anastasia A.Bitzenko. De pé: V. V. Lipskiy, Pēteris Stučka, Lev D. Leon Trotsky, Lev M.Karakhan

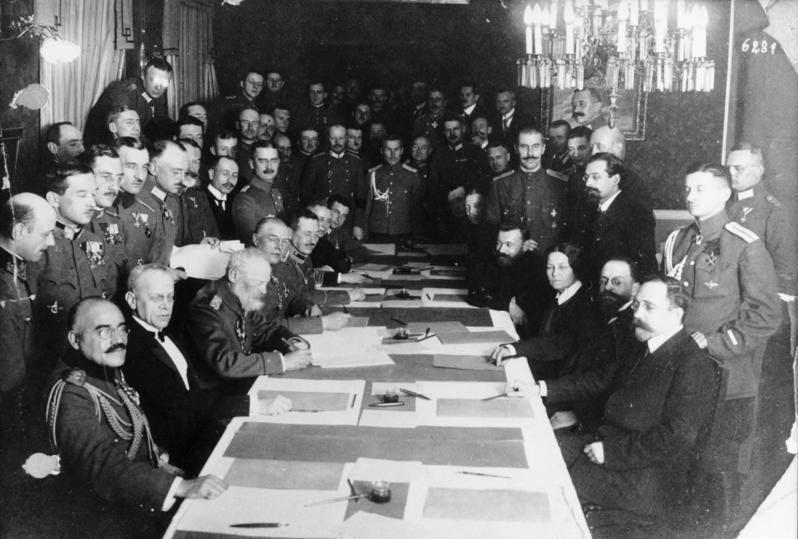
15 de dezembro de 1917: assinatura do armistício russo-germânico (não confundir com o Tratado de Brest-Litovsk, firmado em 3 de março de 1918)

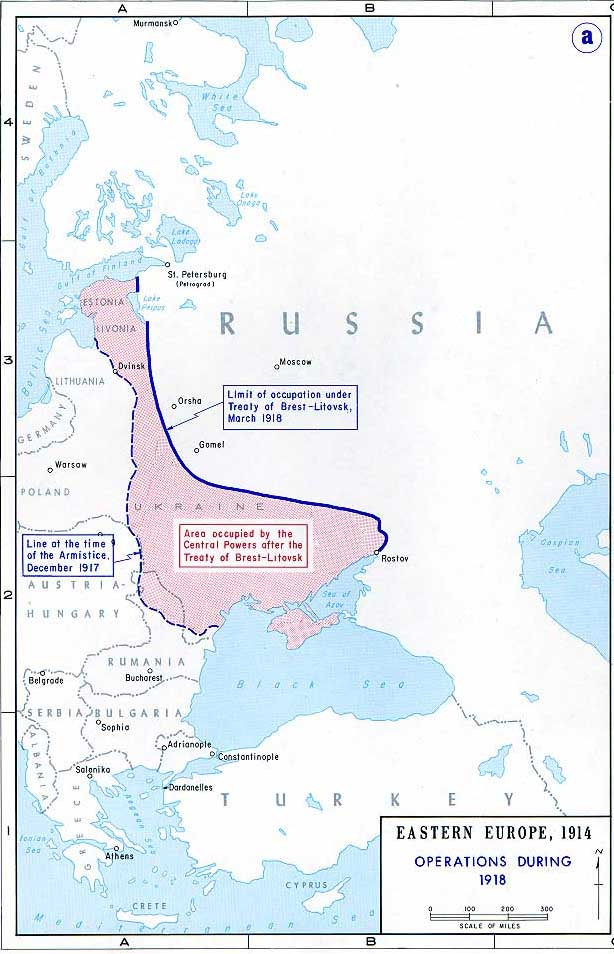
Territórios (em rosa) do antigo Império Russo cedidos às Potências Centrais, por força do Tratado de Brest-Litovsk.

O Tratado de Brest-Litovski (conhecido, na Rússia, como Tratado de Brest) foi um  acordo de paz em separado, celebrado em 3 de março de 1918, pelo então recentemente instalado governo bolchevique da Rússia e pelas Potências Centrais (Império Alemão, Império Austro-Húngaro, Reino da Bulgária e Império Otomano). O acordo, firmado na cidade de Brest-Litovski (então sob ocupação alemã e atualmente parte do território bielorrusso), marcava a retirada da Rússia na Primeira Guerra Mundial. Além disso, tornava nulos os acordos anteriores, celebrados entre o Império Russo com seus aliados, no contexto do conflito. Adicionalmente, a Rússia perdoava as dívidas do Império Otomano.
O Tratado havia sido precedido de um armistício, assinado em 15 de dezembro de 1917, pela Rússia e pelas Potências Centrais, também na cidade de Brest-Litovsk. As negociações de paz entre as duas partes começariam uma semana depois, no dia 22 de dezembro, na mesma cidade.

## Contexto histórico
A Revolução Russa de 1917 foi o principal motivo da saída da Rússia da primeira Guerra Mundial e uma das prioridades do recém-criado governo bolchevique. A guerra tornara-se impopular entre o povo russo, devido às imensas perdas humanas (cerca de quatro milhões de mortos). Leon Trotsky, no exercício das relações exteriores do governo bolchevique, pressionou França e Reino Unido para que iniciassem em conjunto o processo de paz, encerrando a Primeira Guerra Mundial. Porém, sem obter resposta, ameaçou iniciar esse processo de forma solitária, o que de fato ocorreu.
Os termos do Tratado de Brest-Litovski eram humilhantes. Mesmo Lênin, defendendo a paz, chamou o tratado de "paz vergonhosa". Através deste, a Rússia abria mão do controle sobre a Finlândia, Países Bálticos (Estônia, Letônia e Lituânia), Polônia, Bielorrússia e Ucrânia, bem como dos distritos turcos de Ardacane e Carse, e do distrito georgiano de Batumi, antes sob seu domínio. Estes territórios continham um terço da população da Rússia, 50% de sua indústria e 90% de suas minas de carvão.
A maior parte desses territórios tornar-se-iam, na prática, partes do Império Alemão, sob a tutela de reis e duques. Entretanto, após a revolução alemã, iniciada em 9 de novembro de 1918, que derrubou o regime monárquico, o Comitê Executivo Central declarou anulado o espoliador e injusto tratado de Brest-Litovsk. Paralelamente, a derrota da Alemanha na guerra, marcada pelo armistício, firmado com os países aliados, em 11 de novembro de 1918, na floresta de Compiègne, permitiu que Finlândia, Estônia, Letônia, Lituânia e Polônia se tornassem Estados verdadeiramente independentes, e os monarcas indicados tiveram que renunciar aos seus tronos. Por outro lado, a Bielorrússia e a Ucrânia envolveram-se na Guerra Civil Russa (1917-1921) e terminaram por ser novamente anexadas ao território russo.[carece de fontes?]